# Liste der Monuments historiques in Bassens (Gironde)
Die Liste der Monuments historiques in Bassens (Gironde) führt die Monuments historiques in der französischen Gemeinde Bassens auf.

## Liste der Bauwerke
| Bezeichnung      | Beschreibung | Standort | Kennzeichnung | Schutzstatus | Datum | Bild           |
| ---------------- | ------------ | -------- | ------------- | ------------ | ----- | -------------- |
| Schloss Morin    |              | (Lage)   | PA00083125    | Inscrit      | 1965  |                |
| Kirche St-Pierre |              | (Lage)   | PA00083126    | Inscrit      | 1925  | weitere Bilder |

## Liste der Objekte
| Bezeichnung               | Beschreibung                   | Standort                | Kennzeichnung | Schutzstatus | Datum | Bild |
| ------------------------- | ------------------------------ | ----------------------- | ------------- | ------------ | ----- | ---- |
| Chorschranke und Lesepult | Schmiedeeisen, 18. Jahrhundert | Kirche St-Pierre (Lage) | PM33000047    | Classé       | 1971  |      |